# 40,6-cm-Schnelladekanone C/34
Die 40,6-cm-Schnelladekanone C/34 (40,6-cm-S.K. C/34) wurde als Schiffsgeschütz für die deutsche Kriegsmarine im Zweiten Weltkrieg entwickelt. Das Geschütz war als Hauptbewaffnung für die 1939 auf Kiel gelegten und 1941 annullierten Schlachtschiffe der H-Klasse vorgesehen. Die bereits sich in der Fertigung befindlichen Geschütze wurden weitergebaut und mit neuer Lafette als Küstengeschütz eingesetzt. In dieser Rolle wurde das Geschütz auch als Adolfkanone bekannt.

## Geschichte
Insgesamt wurden ab 1934 von der Firma Krupp elf Geschütze produziert. Sie waren ursprünglich für die im Z-Plan konzipierten Schlachtschiffe der H-Klasse entwickelt und hergestellt worden. Da diese aber nach Beginn des Kriegs nicht mehr gebaut wurden, wurden die ersten drei 1941 in der Batterie Schleswig-Holstein auf der Halbinsel Hela zum Schutz der Danziger Bucht aufgestellt. Danach wurden die Geschütze im Rahmen des Ausbaus des Atlantikwalls ab 1942 für Küstenbatterien verwendet. Die drei aus Hela wurden am französischen Ärmelkanal in Sangatte, südlich von Calais, der sogenannten Batterie Lindemann (MAA 6./244), aufgestellt, acht nach Norwegen geschickt, wovon eine beim Seetransport verlorenging. Drei Kanonen wurden im Süden des Vestfjords in Engeløya in der Batterie Dietl (MAA 4./516) aufgestellt, vier weitere in der Batterie Theo (MAA 5./511) in Trondenes bei Harstad. Dort wurden 1942/43 auf einem bestehenden Militärstützpunkt zunächst spezielle Kaianlagen für die Verladung der Kanonen sowie umfangreiche Bunkeranlagen mit Munitionsdepot, Versorgungseinrichtungen und Wohnräume für die jeweils 68 Mann starken Bedienungsmannschaften errichtet. Die Anlage sollte die nördlichen Zufahrten zum Erzhafen von Narvik abdecken. Sie kamen während des Krieges nicht zum Einsatz.
Beim Bau der Anlagen wurden zahlreiche sowjetische Kriegsgefangene eingesetzt, die in einem eigenen Lager untergebracht waren. Rund 800 dieser Gefangenen kamen im Lauf der Baumaßnahmen ums Leben. Sie wurden zunächst auf einem separaten Friedhof in Trondenes bestattet und nach dem Krieg auf den Soldatenfriedhof von Tjøtta umgebettet. In Trondenes besteht heute noch ein Denkmal für die Opfer.
Nach Kriegsende wurde die Anlage mit den vier Adolfkanonen von der norwegischen Armee übernommen, die von 1951 bis 1957 auch Schießübungen mit zwei Geschützen durchführte. Am 1. September 1958 kam es in einem Munitionslager zu einem Explosionsunfall, der fünf Menschenleben kostete. 1961 wurde die Batterie demobilisiert. Während die drei Kanonen von Engeløya schon 1956 verschrottet worden waren, wurden die vier Geschütze der Trondenes-Batterie in den Jahren 1978–1982 restauriert. Sie sind als einzige erhalten geblieben. Eine davon (Turm Barbara) kann heute, zusammen mit den Bunkeranlagen, in den Sommermonaten besichtigt werden. Im Technikmuseum Sinsheim ist eine Granate des Geschützes ausgestellt.

## Beschreibung
Jede der vier erhaltenen Kanonen in Trondenes befindet sich in einem gepanzerten Geschützturm und kann auf einem Betonring geschwenkt werden. Die Rohrlänge beträgt 21,5 Meter und das Gewicht 158.664 kg (158,7 Tonnen). Die Lebensdauer einer Kanone wurde auf 250 bis 300 Schüsse geschätzt. Standard-Granaten hatten ein Gewicht von 1.030 kg und eine Reichweite von 42 km. Eine leichtere, etwa 600 kg schwere Adolf-Granate, ermöglichte eine Reichweite von bis zu 56 km bei einer maximalen Bahnhöhe von 21.800 Metern. Zur Feuerleitung waren auf umliegenden Bergen und Inseln Beobachtungsposten eingerichtet.

## Technische Daten

### Lafette
- Bezeichnung:             40,6 cm Drh.L. C/34 f
- Gewicht:                 1475 t
- Kaliber:                 40,6 cm
- Rohrzahl:                2
- Rohrart:                 3 Lagen und loses Futterrohr mit waagerechtem Keilverschluss.
- Anzahl der Richtachsen:  2
- Mündungsgeschwindigkeit: 810 m/s
- größte Erhöhung:         33°
- größte Senkung:          −5,5°
- größte Schussweite:      39.100 m
- größte Flughöhe:         7.600 m
- Lebensdauer:             200 Schuss
- Feuergeschwindigkeit:    ~1,98 Schuss je Rohr und Min.
- max. Schwenkgeschw:      4°/s
- max. Höhenrichtgeschw:   5°/s[4]

### Munition

#### Geschosse
- Panzersprenggranate mit Bodenzünder und ballistischer Haube – Psgr L/4,4 m Bdz (m. Haube) zu 1.030 kg
- Sprenggranate mit Bodenzünder und ballistischer Haube – Spgr L/4,6 m Bdz (m. Haube) zu 1.030 kg
- Sprenggranate mit Kopfzünder und ballistischer Haube – Spgr L/4,8 KZ (m. Haube) zu 1.030 kg

#### Treibladung
- Hülsenkartusche: 234 kg
- Vorkartusche:    148 kg[5]